# Humedica
humedica e. V. ist eine deutsche Hilfsorganisation, die seit 1979 weltweit humanitäre Arbeit mit Schwerpunkt auf Katastropheneinsätzen und medizinischer Versorgung leistet.

## Der Verein

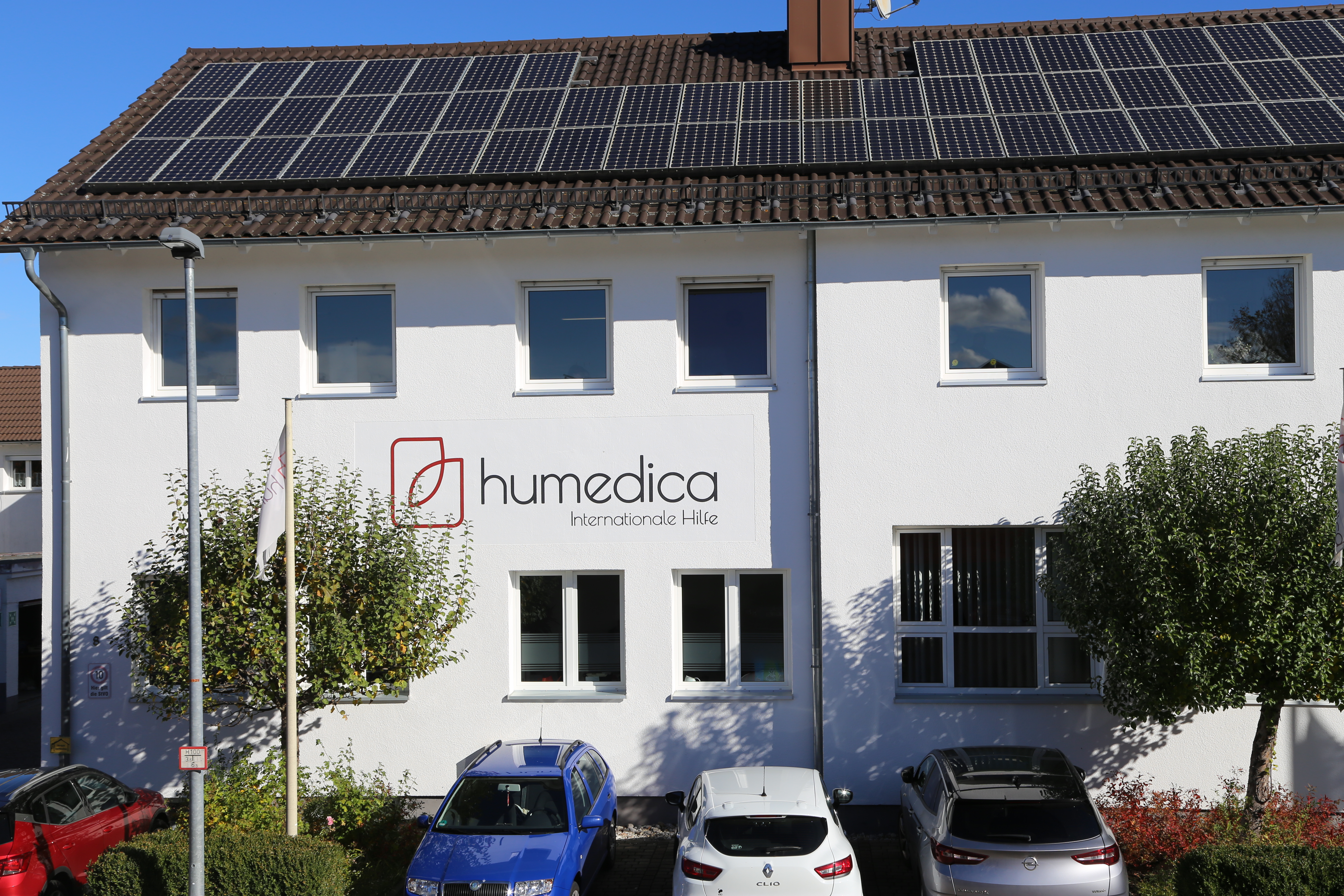
Headquater humedica e.V. in Kaufbeuren

Der Verein wurde 1979 von Dieter Groß aufgrund persönlicher Erfahrungen mit Not und Elend auf der Welt initiiert und mit sechs weiteren Gründungsmitgliedern als Verein ins Leben gerufen. Schon bald wurde die Organisation von seinem Bruder Wolfgang Groß, einem gelernten Krankenpfleger, unterstützt. Einige Jahre führte Wolfgang Groß, bis 2019 geschäftsführender Vorstand, den Verein ehrenamtlich weiter, zeitweise als einziger angestellter Mitarbeiter. Inzwischen beschäftigt humedica rund 100 festangestellte Mitarbeiter. Unterstützt werden die hauptamtlichen Mitarbeiter von zahlreichen Ehrenamtlichen, die für die operative Arbeit der Organisation von entscheidender Bedeutung sind.
Hauptsitz und zentrales Lager der Organisation befinden sich in Kaufbeuren (Bayern). Darüber hinaus verfügt der Verein über drei Schwesterorganisationen mit Sitz in Brasilien, Indien und Sri Lanka. Im Mai 2019 übernahmen Johannes Peter und Heinke Rauscher die Geschäftsführung. Seit Oktober 2020 ist Bernd Weber ebenfalls Teil der Geschäftsführung.

## Grundsätze
Der Verein versteht sich selbst als christlich-überkonfessionelles Werk, das sich dem Gedanken der Nächstenliebe verpflichtet fühlt. Ziel der Arbeit ist es, Menschen in Notsituationen ungeachtet ihres religiösen, ethnischen oder politischen Hintergrundes mit konkreter Hilfe zur Seite zu stehen. Ihr Selbstverständnis formuliert die Organisation wie folgt:
„Weil jeder Mensch in Gottes Augen wertvoll ist, helfen wir weltweit in akuter Not. Wir setzen uns ein für ein Leben in Würde und mit Zuversicht. Schnelle und nachhaltige Hilfe gelingt dort, wo Fähigkeiten, Begabungen und ein großes internationales Netzwerk zusammenwirken. Im Dienst für Menschen verändern wir miteinander Lebensbedingungen und geben ihnen neue Perspektiven.“

## Arbeitsschwerpunkte
Der Verein unterhält heute Projekte in zahlreichen Staaten und war seit der Gründung in über 90 Ländern aktiv. Neben medizinischer Katastrophenhilfe wird die Arbeit von humedica durch mittel- bis langfristige Hilfsprojekte und Versorgungsleistungen an der Schwelle zur Entwicklungszusammenarbeit ergänzt. Die Organisation kooperiert dabei häufig mit lokalen Nichtregierungsorganisationen, Kirchen, Gemeinden, Krankenhäusern und Missionsstationen.

### Medizinische Katastrophenhilfe
Die aufgrund eines schweren Erdbebens in Neapel (Italien) im Jahr 1980 ins Leben gerufene Katastrophenhilfe mit Schwerpunkt auf medizinischer Versorgung bildet einen Kernbestandteil der Tätigkeit. Knapp 300 Ehrenamtliche aus medizinischen Berufszweigen und Koordinatoren haben sich dafür in der humedica-Datenbank mit der Bereitschaft registrieren lassen, im Katastrophenfall innerhalb kürzester Zeit zu helfen. Um die medizinische Notfallhilfe in den betroffenen Gebieten möglichst schnell und effizient leisten zu können, durchlaufen alle Ehrenamtlichen ein gezieltes Ausbildungs- und Trainingsprogramm. Das Team ist von der WHO als Emergency Medical Team zertifiziert. Ausgestattet sind die Ersteinsatzteams mit sogenannten MediKits, abgestimmten medizinischen Bedarfs- und Arzneimitteln zur Erstbehandlung von bis zu 3000 Patienten. humedica organisiert darüber hinaus den Transport und stellt technisches und medizinisches Equipment bereit, also beispielsweise medizinische Hilfsmittel, Trinkwasserfilter, Arbeitskleidung und Satellitentelefone. In Regionen, in denen Naturkatastrophen häufig vorkommen, unterstützt die Organisation Programme zur Katastrophenvorsorge (z. B. Nepal).

### Langfristige Projekte
Häufig aus kurzfristiger Katastrophenhilfe erwachsend, bildet die langfristige Projektarbeit einen weiteren Schwerpunkt der Vereinsarbeit. Mit dem Ziel der nachhaltigen Hilfestellung und im Rahmen der Möglichkeiten der Organisation verantwortet humedica Gesundheitsstationen (Äthiopien), unterstützt darüber hinaus aber auch Schulen (Sri Lanka) oder Einrichtungen zur Betreuung von Kindern (Brasilien). Daneben sind seit 1998 humedica-Ärzteteams in Zusammenarbeit mit der Partnerorganisation Prison Fellowship International weltweit in Gefängnissen tätig, um dort Gefangene, Angehörige und Gefängnismitarbeiter über längere Zeit mit medizinischer und therapeutischer Hilfe zu versorgen. Der Verein ist zudem Träger des Kaufbeurer Kindergartens „Arche“.

### Familienhilfe und Existenzsicherung
Im Rahmen verschiedener Projekte sollen eine gesicherte Gesundheits- und Nahrrungsmittelgrundversorgung, Seminare zur Gewerbegründung und Existenzsicherung sowie die pädagogische Betreuung der Kinder Voraussetzungen für eine nachhaltige Hilfe zur Selbsthilfe schaffen.

### Versorgungshilfe
Die allgemeine Versorgungshilfe bildet das vierte Kernstück der Vereinsarbeit. Die Organisation verschickt nach eigenen Angaben jährlich ca. 500 Tonnen an Hilfs- und Versorgungsgütern zu eigenen Projekten und solchen von Partnerorganisationen. Neben der mittel- und langfristigen Versorgungshilfe und zusätzlich zur medizinischen Katastrophenhilfe verteilt humedica Hilfsgüter an die Opfer von Umweltkatastrophen, politischen Krisen und struktureller Armut.

## Finanzierung
Die Vereinsarbeit wird durch die Unterstützung privater Spender sowie von öffentlichen und privatrechtlichen Institutionen ermöglicht. Der Organisation ist es dabei ein Anliegen, den Anteil der Verwaltungskosten so gering wie möglich zu halten, um die Spendengelder in größtmöglichem Umfang weiterzuleiten. Seit Juli 2008 führt der Verein das Spendensiegel des Deutschen Zentralinstituts für soziale Fragen. Dieses definiert den Verwaltungskostenanteil in seiner jüngsten Untersuchung als „angemessen“ (10 % bis unter 20 %).

## „Geschenk mit Herz“
Seit 2003 führt der Verein die Weihnachtspäckchenaktion „Geschenk mit Herz“ durch; seit 2006 in Zusammenarbeit mit Sternstunden, der Benefizaktion des Bayerischen Rundfunks. Für „Geschenk mit Herz“ werden in Bayern Weihnachtspakete geschnürt, die dann von humedica mit Hilfe von zahlreichen Ehrenamtlichen zu bedürftigen Kindern in verschiedensten Ländern weitergeleitet werden. Im Jahr 2023 erreichten die Geschenk mit Herz mehr als 66.000 Kinder im Osten Europas und in Deutschland.

## EMT-Zertifizierung der WHO
2018 wurde Humedica als dritte deutsche Hilfsorganisation nach einer Zertifizierungsphase als EMT 1 (Emergency Medical Teams) der Weltgesundheitsorganisation (WHO) klassifiziert. Das medizinische Notfallteam „EMT 1 fixed“ werde künftig aus mindestens 18 Einsatzkräften bestehen, darunter mindestens drei Ärzte, drei Koordinatoren, neun Pflegekräfte (falls möglich eine Hebamme) sowie drei Logistiker.